# Bătălia de la Timișoara (1944)
Bătălia de la Timișoara s-a desfășurat intre 5 septembrie 1944  și 9 octombrie 1944 și a fost parte a Operațiunii București-Arad.

## Context istoric
După Lovitura de stat de la 23 august 1944, România a trecut de partea Națiunilor Unite, întorcând armele împotriva forțelor Axei, cu care fusese aliată.
În acest context, s-au luat anumite măsuri de siguranță, cum ar fi: organizarea aparării și arestarea trupelor germane existente pe teritoriul României.
Între 25 și 26 august, trupele germane existente în Lugoj (5 ofițeri, 10 subofițeri și 25 de soldați) și Timișoara (peste 500 de militari, care nu făceau parte din unități de luptă) au fost dezarmate, iar echipementele lor capturate.
Apărarea Timișoarei și a Lugojului era asigurată de Diviza 9 Cavalerie, aparținând Armatei 1 română, vecinii acesteia fiind, la dreapta, în apărare pe Valea Mureșului, între Pișchia și Șiria, Divizia 1 Cavalerie-Instrucție (3.500 de militari), în cadrul căreia se afla și Detașamentul Păuliș, la stânga se găsea Divizia 19 Infanterie în zona Reșița până la Dunăre (12.000 de militari), iar în zona Căvăran se afla Divizia 14 Infanterie-Instrucție (2.100 de militari) în rezerva corpului teritorial.
Acestea se aflau in subordinea Frontului 2 Ucrainean sovietic.
Pentru o mai bună coordonare în cadrul Frontului 2 Ucrainean s-au constituit două grupuri de armate. Armata 1 română (6 divizii) care apăra Banatul și Crișana, împreună cu Armata 53 sovietică (10 divizii) au format "Grupul de Armate General Managarov" (după numele comandantului Armatei 53 sovietice).

## Cronologia evenimentelor
La 5 septembrie, trupele germano-maghiare au început ofensive in zona cursului mijlociu al râului Mureș și în sudul Banatului, cu scopul de a ajunge la Orșova.
Între 7 și 9 septembrie, aviația germană efectuaza zboruri de recunoaștere, pe raza județului Timiș, iar la 10 septembrie, aviația de recunoaștere română, observă concentrări de trupe germane, în Iugoslavia, la vest de Jimbolia și la sud de Moravița.
Realizându-se că un atac al germanilor este iminent, generalul de corp Nicolae Macici, comandant al Armatei 1 române, a solicitat ajutor urgent generalului sovietic Managarov, sub forma unei grupări de blindate, acesta transmitându-i ca primele unități vor intra în dispozitivul de luptă în aproximativ 10 zile.
În 11 septembrie, la ora 6:50, compania de grăniceri din Banloc informează ca autocamioane germane au trecut granița și se îndreaptă spre Denta.
La ora 7:45, germanii intrau în Deta, iar 9:30 erau în Jebel, la 10:30 fiind pe șoseaua Șag-Timișoara avand loc lupte cu armata română, în urma cărora, armata germană se retrage către Șag-Parța, armata romană eliberând cele doua sate, până la ora 20:00, germanii retrăgandu-se in pădurile din apropiere, purtându-se lupte în decursul nopții.
În aceeși zi, la ora 17:00, la Lugoj intră un pluton de cercetare sovietic care venea dinspre Caransebeș.
În 11 septembrie apar informații că în zona Deta-Gătaia se adună noi trupe germane, care aveau și tancuri, luându-se măsuri suplimentare de apărare, cum ar fi aruncarea în aer a podurilor peste râul Timiș și costituirea de plutoane de voluntari.
În aceeași zi, la Lugoj, au apărut primele subunități sovietice pe aerodrom ce urmau să deservească unitatea de aviație care urma să aterizeze. De asemenea, prin oraș a trecut spre Timișoara o subunitate de autotunuri SU-76 (Divizionul 52 Autotunuri) sovietică.
În 13 septembrie, pe Valea Mureșului, trupele ungare (Divizia 1 Blindată „Budapesta”) au ocupat Aradul  și Aradul Nou la sud de Mureș putând să-și dezvolte ofensiva atât spre est spre Păuliș cât și spre sud-est, pentru a cădea în flancul și spatele apărării Timișoarei, iar în sudul Banatului, trupele germane (Grupul de Luptă „General de Infanterie Schneckenburger”, Brigada 92 Infanterie-Moto și Batalionul 202 Tancuri) au trecut la atac de pe teritoriul Iugoslaviei cucerind Oravița și Sasca Montană, iar pe valea Dunării au ajuns la Svinița, la 48 km de Orșova.
Au loc mai multe lupte între trupele române și cele germano-maghiare, la 15 septembrie, germanii ocupând Jimbolia și Anina și Svinița, iar maghiarii Ghioroc și Cuvin, în aceeași zi, intrând în Timișoara primele trupe sovietice: un batalion de infanterie și un regiment de artilerie antitanc din Divizia 110 Infanterie de Gardă sovietice, conduse de colonelul Bușin și locotenent-colonel Soloviov.
În 16 septembrie, trupele germane ajung in periferiile Timișoarei, purtând mai multe lupte cu armata romana, iar trupele maghiare cuceresc Șagu și Vinga. Seara sosesc la Timițoara generalul-maior Mihail Ogorodov, comandant al Diviziei 110 Infanterie de Gardă sovietică, ale cărui unități se apropiau de Timișoara, și colonelul  Ivanov Nikolaevici, comandant al Diviziei 5 Artilerie de Gardă, trupele sovietice fiind introduse în cursul nopții în dispozitivul de apărare al Timișoarei.
În 17 septembrie, germanii, la sud de Timișoara, au ocupat Chișoda și Giroc, spre seara fiind eliberate de trupele române, și au cucerit Bozoviciul, înaintând până la  Borloveni, la 23 km de Băile Herculane și satul Dubova, ajungând la 30 km de Orșova. Maghiarii au avansat până în Sânandrei.
Trupele axei au fost respinse in 18 septembrie, dupa ora 14:00 observându-se mișcări de retragere în rândul acestora, în 19 septembrie trupele ungare fiind respinse din nordul Banatului, peste râul Mureș, iar in 20 septembrie trupele sovieto-române trecând în ofensivă spre teritoriul Iugoslaviei.
O ultimă încercare a trupelor Axei s-a produs la 2 octombrie 1944, când o grupare blindată germano-ungară a trecut la ofensivă de pe teritoriul Ungariei cu misiunea de a reocupa Crișana și Banatul, atacul fiind, însă, respins.
La 9 octombrie 1944, trupele sovietice din Corpul 49 Armată au eliberat ultima bucată din teritoriul Banatului, iar Corpul 57 Armată a eliberat Aradul, intrând pe teritoriul Ungariei.
Armata Română a pierdut 352 de militari în aceste lupte.

## Crime de război comise de trupele Axei
- Checea: germanii au executat familia Ștefan, formată din 6 persoane, care a fost dusă în Serbia, lânga Ferendia, unde au fost puși să își sape gropile, fiind, ulterior, împușcați; tot aici, în aceeași zi, au fost executați și șase grăniceri români, care au fost luați prizonieri, în 15 septembrie;
- Beregsău Mare: germanii l-au ucis pe țăranul Dobrici Sima, zdrobindu-i capul cu paturile armelor, iar pe soția sa au rănit-o prin împușcare, în 15 septembrie; în 16 septembrie, trupele Axei au executat 3 localnici, iar în casa lui Dosanca Doboșan au aruncat o grenadă pe fereastră, ucigandu-i doi copii;
- Pesac: au fost executați 10 oameni și au fost incendiate 15 case, 50 de dependințe și majoritatea furajelor din gospodăriile cetățenilor din localitate, în 16 septembrie;
- Periam: au fost executați 17 localnici, printre care și copii, în 16 septembrie;
- Giroc: 17 soldați români, care au fost luați prizonieri, au fost executați, în 16 septembrie;
- Alioș: trupele maghiare au executat 10 localnici și au incendiat 17 case, in 16 septembrie;
- Biled: 12 persoane executate de armata ungară;
- Jimbolia: 8 persoane executate;
- Ferendia: 4 persoane executate; 
- Șagu: 3 persoane executate;
- Denta: 2 persoane executate;
De asemenea, au fost consemnate jafuri, arestări și deportări.